# Phyllastrephus lorenzi
Phyllastrephus lorenzi là một loài chim trong họ Pycnonotidae.